# Funamoto Kódzsi
Funamoto Kódzsi (Hirosima, 1942. augusztus 12. –) japán válogatott labdarúgó.

## Nemzeti válogatott
A japán válogatottban 19 mérkőzést játszott.

## Statisztika
| Japán válogatott | Japán válogatott | Japán válogatott |
| Időszak          | Mérk.            | gól              |
| ---------------- | ---------------- | ---------------- |
| 1967             | 1                | 0                |
| 1968             | 1                | 0                |
| 1969             | 1                | 0                |
| 1970             | 1                | 0                |
| 1971             | 0                | 0                |
| 1972             | 5                | 0                |
| 1973             | 2                | 0                |
| 1974             | 0                | 0                |
| 1975             | 8                | 0                |
| Összesen         | 19               | 0                |